# Francis Scott, comte de Dalkeith
Francis Scott, comte de Dalkeith (19 février 1721 – 1er avril 1750) est un noble Écossais.

## Biographie
Il est l'aîné des enfants de Francis Scott (2e duc de Buccleuch) et de sa première épouse Jeanne, fille de James Douglas (2e duc de Queensberry). En 1732, son père devient deuxième Duc de Buccleuch et Francis porte le titre de courtoisie de comte de Dalkeith. Il fait ses études à Christ Church, à Oxford, et reçoit le diplôme de Master of Arts le 26 janvier 1741.
Lord Dalkeith est élu au Parlement en tant que député Whig de Boroughbridge lors d'une élection partielle du 22 avril 1746. Le 1er avril 1750, il meurt de la variole à l'âge de 29 ans, et est enterré dans la crypte Buccleuch à l'Église Saint-Nicolas de Dalkeith.

## Famille
Le 2 octobre 1742, il épouse Caroline Campbell (née le 17 novembre 1717), fille aînée et cohéritière de John Campbell (2e duc d'Argyll) et 1er duc de Greenwich. Ils ont quatre fils et deux filles:
- Caroline Scott (1 octobre 1743 – 10 décembre 1753)
- John Scott, lord Scott de Whitchester (3 janvier 1745 – 31 janvier 1749)
- Henry Scott (2 septembre 1746 – 11 janvier 1812), Lord Scott de Whitchester après la mort de son frère, comte de Dalkeith après la mort de son père et 3e duc de Buccleuch en 1751
- Campbell Scott (17 octobre 1747 – 18 octobre 1766)
- James Scott (1er mars 1748 – 17 janvier 1758)
- Frances Scott (26 juillet 1750 – 31 mars 1817), seconde épouse d'Archibald Douglas (1er baron Douglas).

En 1755, sa veuve se remarie à Charles Townshend, plus tard Chancelier de l'Échiquier, avec qui elle a une descendance. Elle est créée baronne de Greenwich dans son propre droit, en 1767, et est décédé le 11 janvier 1794. Son titre est limité aux descendants de son second mariage, et s'est éteint à sa mort.